# Lasioglossum surrubresense
Lasioglossum surrubresense är en biart som först beskrevs av Embrik Strand 1921.  Lasioglossum surrubresense ingår i släktet smalbin, och familjen vägbin. Inga underarter finns listade i Catalogue of Life.